# Pascal Jardin
Pascal Jardin (Parijs, 14 mei 1934 - Villejuif, 30 juli 1980) was een Frans schrijver en scenarioschrijver, vooral bekend door zijn scenario's voor de populaire Franse film van de jaren zestig en zeventig.

## Leven en werk

### Afkomst
Pascal Jardin werd geboren als de zoon van Jean Jardin, een hoge functionaris en aanhanger van de beweging Ordre nouveau. Tijdens de Tweede Wereldoorlog was Jean Jardin de kabinetschef van Pierre Laval, de premier van het Vichy-regime.
Jardins ontmoeting met Marc Allégret was beslissend voor zijn filmcarrière. Allégret vroeg hem zijn regie-assistent te worden en loodste hem zo de filmwereld binnen. Jardin hielp Allégret bij de opnames van de misdaadkomedie Sois belle et tais-toi (1958), een van de allereerste films van Alain Delon. Voor Allégrets twee volgende films, de komedies Un drôle de dimanche (1958) en Les Affreux (1959), schreef hij mee aan het scenario.
In de eerste helft van de jaren zestig leverde hij bijdragen aan de scenario's van enkele misdaadfilms van acteur-regisseur Charles Gérard en tekende voor de dialogen. Hij ontpopte zich voor alles als een dialoogschrijver. In die hoedanigheid volgde hij Daniel Boulanger op voor de drie laatste delen van de in Frankrijk erg populaire succesreeks van vijf avonturenfilms rond het historisch personage Angélique. 

### Samenwerking met gedegen vakmannen
Jardin werd vooral gevraagd door klassiek geschoolde filmers die graag verhalen vertelden, zich baarbij baseerden op literair werk en traditioneel vakwerk afleverden. Behalve met Bernard Borderie, de regisseur van de Angélique-films, werkte Jardin in die periode vijf keer samen met Denys de La Patellière, een van de geattitreerde filmregisseurs van Jean Gabin die diens naoorlogse carrière nieuw leven inbliezen. De teksten die Gabin uitsprak in Le Tonnerre de Dieu, Le Tatoué en Le Tueur waren door Jardin op zijn lijf geschreven.  
Jardin schreef eveneens de dialogen voor zeven films van Pierre Granier-Deferre. Drie geslaagde adaptaties van romans van Georges Simenon, Le Chat, La Veuve Couderc en Le Train, waren onder meer van zijn hand. In La Horse en Le Chat bracht Gabin Jardins teksten opnieuw met de nodige verve tot leven.
Andere cineasten die in Jardins filmcurriculum voorkwamen waren Jacques Deray, Georges Lautner, Claude Zidi, Claude Bernard-Aubert en Robert Enrico aan wie Jardin diens grootste commercieel succes, Le Vieux Fusil, hielp bezorgen. 

### Schrijver
Jardin schreef Les Petits Malins, zijn eerste roman, op drieëntwintigjarige leeftijd. In Le Nain jaune (1978), een met de Grand Prix du roman de l'Académie française gelauwerde roman, ging hij de levensloop van zijn vader Jean na. Zoon Alexandre Jardin wijdde in 1997 op zijn beurt de roman Le Zubial aan vader Pascal.

### Privéleven
Jardin was twee keer gehuwd. Een eerste keer met Claudine Fayard met wie hij twee kinderen had: Nathalie en Emmanuel. Hij hertrouwde met Stéphane Sauvage, die hem twee zonen schonk: Alexandre en Frédéric, allebei schrijver en cineast.
Jardin  overleed in 1980 op 46-jarige leeftijd aan kanker.

## Filmografie
- 1958 - Un drôle de dimanche (Marc Allégret)
- 1959 - Les Affreux (Marc Allégret)
- 1960 - Herrin der Welt (William Dieterle)
- 1960 - Classe tous risques  (Claude Sautet)
- 1960 - L'Ennemi dans l'ombre (Charles Gérard)
- 1960 - Le Passage du Rhin (André Cayatte)
- 1961 - Amours célèbres (Michel Boisrond)
- 1962 - Les Démons de minuit (Marc Allégret en (Charles Gérard)
- 1962 - Julia, du bist zauberhaft (Alfred Weidenmann)
- 1962 - La Loi des hommes (Charles Gérard)
- 1963 - À couteaux tirés (Charles Gérard)
- 1964 - Les Félins (René Clément)
- 1964 - Monsieur (Jean-Paul Le Chanois)
- 1964 - L'Âge ingrat (Gilles Grangier)
- 1964 - Coplan prend des risques (Maurice Labro)
- 1965 - Le Tonnerre de Dieu (Denys de La Patellière)
- 1966 - Le Dix-septième ciel (Serge Korber)
- 1966 - Le facteur s'en va-t-en guerre (Claude Bernard-Aubert)
- 1966 - Angélique et le Roy (Bernard Borderie)
- 1966 - Le Voyage du père (Denys de La Patellière)
- 1966 - Soleil noir (Denys de La Patellière)
- 1967 - À cœur joie (Serge Bourguignon)
- 1967 - Deux billets pour Mexico (Christian-Jaque)
- 1967 - Indomptable Angélique (Bernard Borderie)
- 1968 - Angélique et le Sultan (Bernard Borderie)
- 1968 - Le Tatoué (Denys de La Patellière)
- 1969 - Les Étrangers (Jean-Pierre Desagnat)
- 1970 - Madly (Roger Kahane)
- 1970 - La Horse (Pierre Granier-Deferre)
- 1970 - Sortie de secours  (Roger Kahane)
- 1970 - L'Ardoise (Claude Bernard-Aubert)
- 1970 - La route de Salina (Georges Lautner)
- 1971 - Le Chat (Pierre Granier-Deferre)
- 1971 - La Veuve Couderc (Pierre Granier-Deferre)
- 1971 - Doucement les basses (Jacques Deray)
- 1972 - Le Tueur (Denys de La Patellière)
- 1973 - Le Train (Pierre Granier-Deferre)
- 1974 - La Race des seigneurs (Pierre Granier-Deferre)
- 1974 - Le Secret (Robert Enrico)
- 1974 - Borsalino & Co (Jacques Deray)
- 1975 - Le Vieux Fusil (Robert Enrico)
- 1975 - La Cage (Pierre Granier-Deferre)
- 1978 - La zizanie (Claude Zidi)
- 1978 - Sale rêveur (Jean-Marie Périer)
- 1979 - Le Toubib (Pierre Granier-Deferre)
- 1980 - Charlie Bravo (Claude Bernard-Aubert)
- 1982 - Hécate, maîtresse de la nuit (Daniel Schmid)

## Nominaties
- 1976 - César voor beste bewerkt of origineel scenario voor Le Vieux Fusil
- 1983 - César voor beste bewerkt scenario voor Hécate, maîtresse de la nuit

## Publicaties
- Les Petits Malins (roman), 1957
- La Guerre à neuf ans, 1971, (voorwoord door Emmanuel Berl)
- Toupie la rage (roman), 1972
- Guerre après guerre, 1973
- Je te reparlerai d’amour (roman), 1975
- Le Nain jaune (roman), 1978
- La Bête à bon dieu, 1980, (nawoord door François Mitterrand)
- Madame est sortie (toneelstuk), 1980, (voorwoord door Jean Anouilh)
- Comme avant (toneelstuk), 1976, niet gepubliceerd

## Prijs
- 1978 - Grand Prix du roman de l'Académie française voor Le Nain jaune